# Cristo del Desamparo
El Cristo del Desamparo, también conocido popularmente como Cristo de los Siete Reviernes o simplemente Cristo de los Reviernes, es una obra de Alonso de Mena que se encuentra en la Iglesia de San José de Madrid.

## Historia
La imagen fue un encargo que realizó al artista el entonces corregidor de Granada, don Juan Ramírez de Arrellano. Con el nombramiento de este como corregidor de Madrid la imagen viaja de Granada a Madrid, donde su propietario toma posesión de su vara el 4 de julio de 1637. La imagen es instalada en su casa y comienza a ser objeto de devoción por parte de los madrileños. En el año 1641 deja el cargo de corregidor de Madrid y pasa a vivir en dos casas cercanas al Convento de Nuestra Señora de Copacabana de la Orden de Recoletos Agustinos. En 1644 muere don Juan, habiendo legado al citado convento la imagen mediante su testamento otorgado el 14 de septiembre del mismo año. La imagen es colocada en 1647 en la capilla mandada realizar por don Francisco de Sardeneta o Sardaneta y Mendoza, caballerizo del Rey y regidor de Madrid y su hermana doña Juana. En 1658 el insigne arquitecto y agustino recoleto fray Lorenzo de San Nicolás solicita la aprobación del entonces arzobispo de Toledo, don Baltasar de Moscoso y Sandoval para fundar la cofradía del Santísimo Cristo del Desamparo que aún existe en nuestros días bajo el nombre de Pontificia, Real, Ilustre y Primitiva Archicofradía de Indignos Esclavos del Santísimo Cristo del Desamparo, siendo una de las más antiguas de Madrid.
En el Convento permanecerá hasta 1808 cuando a la entrada de las tropas francesas en Madrid es trasladada primero a distintas casas particulares y posteriormente en 1810 por orden de José Bonaparte a la capilla de Santo Domingo de la Iglesia de Santo Tomás. En 1815 tras el restablecimiento en el trono de Fernando VII la imagen vuelve al convento de los Agustinos Recoletos donde permanecería hasta el año 1834 cuando el convento es desamortizado y la imagen va a parar al antiguo convento de la Trinidad hasta que el 16 de julio de 1836 se produce el traslado de la imagen a la Iglesia de San José, donde permanece hasta nuestros días.

## Características
Se trata de una obra realizada en madera de cedro que tiene como principal característica la de hallarse únicamente desbastada y sin pintura. El autor utilizó únicamente pintura para la sangre de la imagen.

Recoge la imagen el momento del desamparo sentido por Cristo en el momento de su muerte en concreto en las tres horas de soledad en la cruz y sus palabras dirigidas a Dios Padre:
Llegado el mediodía, la oscuridad cubrió todo el país hasta las tres de la tarde y a esa hora Jesús gritó con voz potente: «Eloí, Eloí, lammá sabactani», que quiere decir: «Dios mío, Dios mío, ¿por qué me has abandonado?» 
Mc 15: 33-34

## Devoción
En la 1767 fray Miguel de Jesús María compone un septenario dedicado a esta imagen del Cristo del Desamparo, estableciendo lo que luego evolucionaría en la devoción de los siete reviernes. Esta tradición evolucionará en los siete reviernes, es decir, acudir a rezar ante la imagen durante siete viernes seguidos para pedir una gracia o favor.